# Saint-Jean-Lasseille
Saint-Jean-Lasseille is een gemeente in het Franse departement Pyrénées-Orientales (regio Occitanie). De plaats maakt deel uit van het arrondissement Perpignan. Saint-Jean-Lasseille telde op 1 januari 2022 1.578 inwoners.

## Geografie
De oppervlakte van Saint-Jean-Lasseille bedroeg op 1 januari 2022 2,89 vierkante kilometer; de bevolkingsdichtheid was toen 546 inwoners per km².

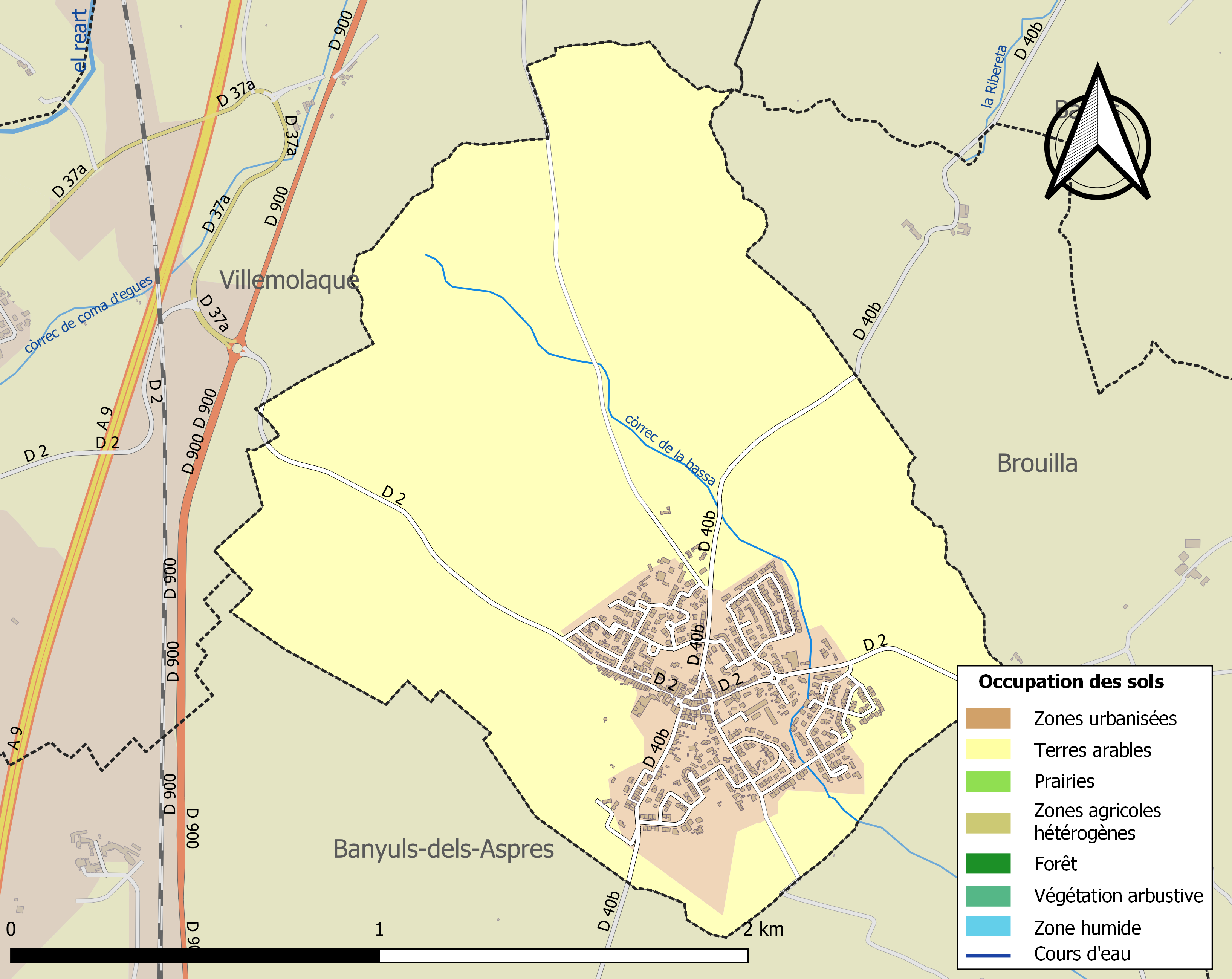
Kaart van de gemeente met de belangrijkste infrastructuur, bodemgebruik en omliggende gemeenten

## Demografie
Onderstaande figuur toont het verloop van het inwonertal (bron: INSEE-tellingen).